# Matthaea sancta
Matthaea sancta es una especie de planta de flores perteneciente a la familia  Monimiaceae. Se encuentra en Indonesia, Malasia, Filipinas, y Singapur. 
Es un arbusto o pequeño árbol que crece en las tierras bajas de las selvas lluviosas y las selvas de montaña hasta una altura de 1,400 m s. n. m.

## Fuente
- World Conservation Monitoring Centre 1998.  Matthaea sancta.   2006 IUCN Red List of Threatened Species.   Bajado el 22-08-07.